# الذاكرة المتعلقة بالموسيقى
تشير الذاكرة الموسيقية إلى القدرة على تذكر المعلومات المتعلقة بالموسيقى، مثل المحتوى اللحني وغيره من تدرجات الحدة الموسيقية أو النغمة الموسيقية. دفعت الفروقات المرصودة بين الذاكرة اللغوية والذاكرة الموسيقية الباحثين نحو وضع نظرية مفادها أن الذاكرة الموسيقية مشفرة بطريقة مختلفة عن اللغوية ومن المرجح أنها ناشئة كوحدة مستقلة من الحلقة النطقية. مع ذلك، يتسم استخدام هذا المصطلح بالإشكالية، نظرًا إلى تضمينه مدخلات من الجهاز اللفظي، على الرغم من اعتبار الموسيقى غير لفظية في مبدئها.

## الأسس العصبية
نظرًا إلى تفارق نصفي الكرة المخية، يوجد عدد من الأدلة المشيرة إلى مسؤولية كل من نصفي الكرة المخية الأيمن والأيسر عن مكونات مختلفة للذاكرة الموسيقية. من خلال دراسة منحنيات التعلم الخاصة بالمرضى المصابين بتلف في أحد الفصين الصدغيين الإنسيين الأيمن أو الأيسر، وجد ويلسون وسالينغ (2008) وجود اختلاف بين نصفي الكرة المخية فيما يتعلق بدور الفصين الصدغيين الإنسيين الأيمن والأيسر في الذاكرة اللحنية. وجد أيوت، وبيرتيز، وروسو، وبارد وبوجانوفسكي (2000) معاناة هؤلاء المرضى الخاضعين لقطع الشريان الدماغي الأوسط الأيسر استجابة لإصابتهم بأم الدم من اضطرابات أكثر شدة عند أداء مهام الذاكرة الموسيقية طويلة الأمد، مقارنة بأولئك الخاضعين لقطع الشريان الدماغي الأوسط الأيمن. نتيجة لذلك، استنتج الباحثون دور الفص الدماغي الأيسر الرئيسي في التمثيل الموسيقي في الذاكرة طويلة الأمد، بينما يتمركز دور الفص الدماغي الأيمن بشكل أكبر حول توسط الوصول إلى هذه الذاكرة. درس سامبسون وزاتور (1991) المرضى المصابين بالصرع الشديد الذين خضعوا للجراحة من أجل تخفيف النوبات بالإضافة إلى السيطرة عليها. خلص الباحثون إلى وجود حالات عجز في التعرف على الذاكرة للنصوص بغض النظر عن تقديمها ككلمات محكية أو كأغنية بعد استئصال الفص الصدغي الأيسر، دون الأيمن. مع ذلك، لُوحظ وجود عجز في التعرف على اللحن عند غناء نغمة ما بكلمات جديدة (من ناحية التشفير) بعد استئصال الفص الصدغي الأيسر أو الأيمن على حد سواء. أخيرًا، تظهر حالة العجز في التعرف على اللحن عند عرض نغمة دون كلمات بعد استئصال الفص الصدغي الأيمن، دون الأيسر. يشير هذا إلى رموز مزدوجة للذاكرة فيما يتعلق بالذاكرة الموسيقية، مع اعتماد الرمز اللفظي على بنى الفص الصدغي الأيسر واعتماد الرمز اللحني بدوره على عملية التشفير ذات الصلة.